# 30. Bayerische Theatertage Augsburg 2012

Logo der 30. Bayerischen Theatertage 2012

Die 30. Bayerischen Theatertage fanden vom 11. bis 27. Mai 2012 in Augsburg unter dem Motto Morgen Augsburg statt. Die Fuggerstadt war damit zum zweiten Mal nach 1985 Gastgeber der Bayerischen Theatertage, des größten bayerischen Theaterfestivals des Jahres.

## Programm
In einem Zeitraum von 17 Tagen waren bei den Bayerischen Theatertagen 2012 unter dem Motto „Morgen Augsburg“ fast 60 Stücke an vier Spielstätten zu sehen. 35 Ensembles führten Stücke verschiedenster Art auf, darunter Klassiker wie Die Räuber von Friedrich Schiller oder Effi Briest von Theodor Fontane, aber auch moderne Stücke wie Nichts: Was im Leben wichtig ist von Janne Teller. Insgesamt kamen über 16.000 Besucher zu den Aufführungen.

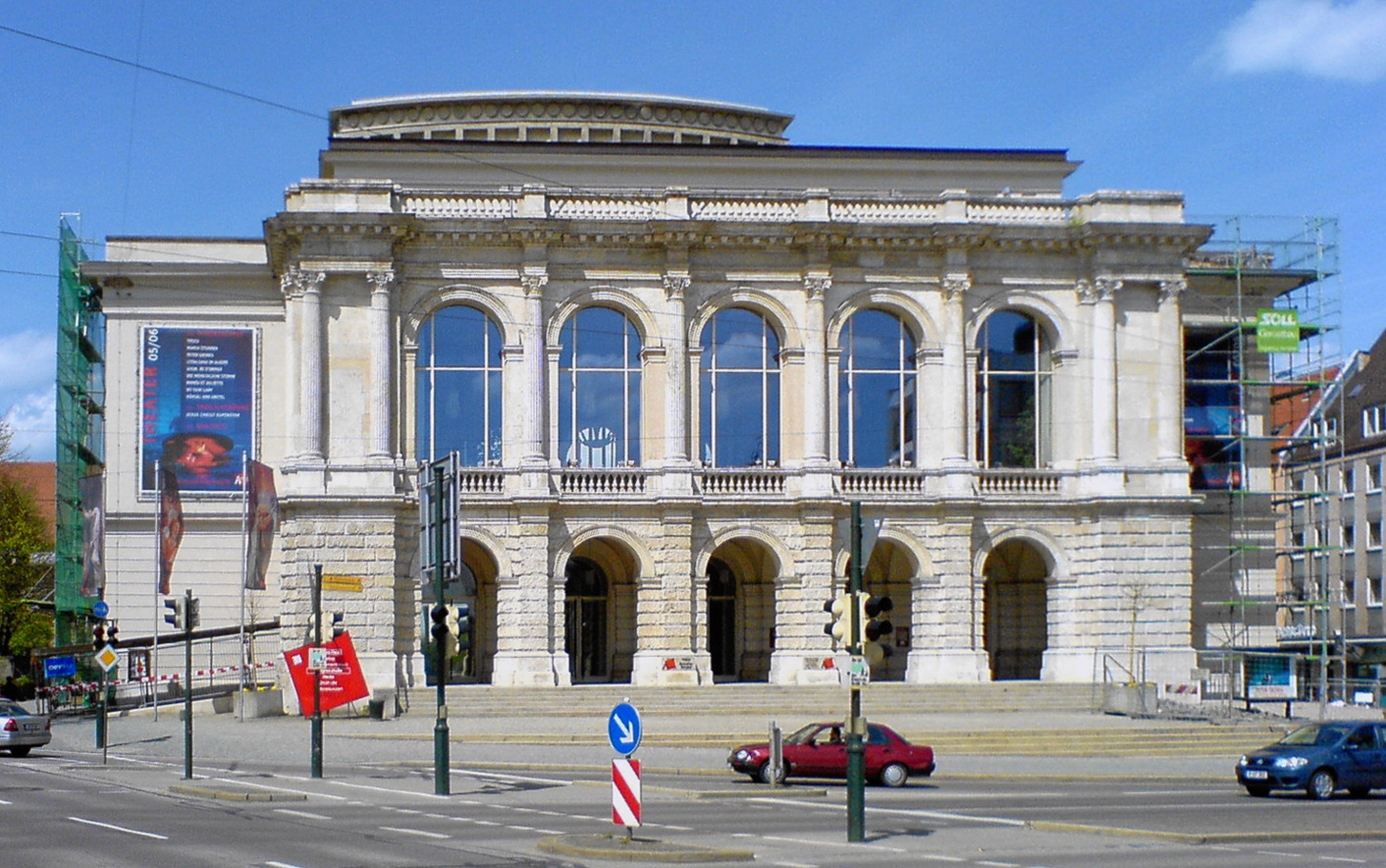
Das Große Haus des Theaters Augsburg

Für die Aufführungen der Bayerischen Theatertage 2012 wurden vier Spielstätten in Augsburg genutzt: Das Große Haus, der hoffmannkeller und die temporär errichtete „brechtbühne“ des Theaters Augsburg sowie das Staatliche Textil- und Industriemuseum (tim).

## Bühnen und Stücke
1. Theater Augsburg
  - 11. Mai 2012: Die Räuber (Großes Haus)
  - 17. Mai 2012: We are Camera/Jasonmaterial (tim)
2. Landestheater Dinkelsbühl
  - 11. Mai 2012: Effi Briest (brechtbühne)
3. Theater Hof
  - 12. Mai 2012: Comedian Harmonists 2 (Großes Haus)
4. das theater erlangen
  - 12. Mai 2012: Titus (brechtbühne)
  - 15. Mai 2012: Warten auf Godot (Großes Haus)
5. E.T.A.-Hoffmann-Theater Bamberg
  - 12. Mai 2012: Clyde und Bonnie (hoffmannkeller)
  - 13. Mai 2012: Woyzeck (brechtbühne)
  - 12. Mai 2012: Die Eisbären (tim)
6. Bayerische Staatsoper München
  - 13. Mai 2012: Sigurd, der Drachentöter (Großes Haus)
7. Volkstheater München
  - 13. Mai 2012: Bluthochzeit
8. AuGuSTheater Neu-Ulm
  - 13. Mai 2012: Willis wilde Weiber
9. Ballett Augsburg
  - 13. Mai 2012: Premiere Young Choreographs (Ballettsaal Großes Haus)
  - 16. Mai 2012: Young Choreographs (tim)
  - 17. Mai 2012: Young Choreographs (Ballettsaal Großes Haus)
10. Metropoltheater München
  - 14. Mai 2012: Merlin oder Das wüste Land (Großes Haus)
11. Fränkisches Theater Schloss Maßbach
  - 14. Mai 2012: Von Mäusen und Menschen (brechtbühne)
  - 16. Mai 2012: Wir alle für immer zusammen (brechtbühne)
12. Gostner Hoftheater Nürnberg
  - 14. Mai 2012: Fundament (tim)
13. Theater Ingolstadt
  - 15. Mai 2012: Nichts. Was im Leben wichtig ist (brechtbühne)
  - 16. Mai 2012: Winterreise (Großes Haus)
14. Landestheater Coburg
  - 15. Mai 2012: Just in Case (tim)
15. Landestheater Oberpfalz Leuchtenberg
  - 16. Mai 2012: 3165 – Monolog eines Henkers (hoffmannkeller)
16. Hunger&Seide München
  - 16. Mai 2012: Bumm! Der Ernstfall
17. Theater Regensburg
  - 17. Mai 2012: Eisenstein (Großes Haus)
18. Landestheater Niederbayern
  - 17. Mai 2012: Enron (brechtbühne)
19. Schauburg – Theater der Jugend München
  - 18. Mai 2012: Fahrenheit 451 (Großes Haus)
20. Otto-Falckenberg-Schule München
  - 18. Mai 2012: Die Vögel (brechtbühne)
21. Landestheater Schwaben Memmingen
  - 18. Mai 2012: Zu jung zu alt zu deutsch (tim)
22. Theater Ansbach
23. Because We Care, Augsburg
24. Theater EUKITEA, Augsburg
25. Stadttheater Fürth
26. kleines theater – Kammerspiele Landshut
27. Bayerische Theaterakademie August Everding, München
28. Komödie im Bayerischen Hof, München
29. Münchner Kammerspiele
30. Residenztheater, München
31. Staatstheater am Gärtnerplatz München
32. Das Papiertheater, Nürnberg
33. Staatstheater Nürnberg
34. Theater Pfütze, Nürnberg
35. Theater Wasserburg
36. Mainfranken Theater Würzburg

## Auszeichnungen

### Besondere künstlerische Leistungen
- Ausstattung: Annett Segerer und Uwe Bertram (Theater Wasserburg)
- Ensembleleistung: „Eisenstein“ (Theater Regensburg)
- Kinder- und Jugendtheaterproduktion: „Clyde und Bonnie“ (E.T.A.-Hoffmann-Theater, Bamberg)
- Nachwuchsdarsteller: Robert Naumann (das theater erlangen)
- Produktion: „Woyzeck“ (Staatstheater Nürnberg)
- Projekt: „Ich verspeise Himmel“ (Stadttheater Fürth)

### Förderpreis
- Milos Lolic für „Bluthochzeit“ (Münchner Volkstheater)

### Publikumspreis
- „Oskar und die Dame in Rosa“ (kleines theater – Kammerspiele Landshut)[2]